# Dollhouse (canção)
"Dollhouse" é o single de estreia da cantora e compositora estadunidense Melanie Martinez, contido em seu extended play (EP) de mesmo nome e em seu primeiro álbum de estúdio, Cry Baby. A composição foi realizada pela própria intérprete com o auxílio de Jeremy Dussolliet e Tim Sommers, o qual também ficou a cargo da produção desta e das demais faixas de ambos os trabalhos, sendo como produtores creditados como Kinetics & One Love. Escrita em 2013, as inspirações para a faixa foram o tipo de cidade a qual Martinez foi criada e que muitas das crianças tinham famílias confusas, e como as mesmas pareciam perfeitas. A faixa, antes da cantora assinar contrato com a Atlantic Records para emitir seus futuros projetos, foi lançada de forma independente em 10 de fevereiro de 2014 nos Estados Unidos, servindo como o primeiro single de Dollhouse.
Em termos musicais, "Dollhouse" é uma canção pop, com influências do hip hop, e apresenta barulhos de brinquedos em destaque. Liricamente, a faixa fala sobre uma filha que vê a família dentro de casa tendo vários problemas, como do pai da protagonista trair sua mãe, mas que parece correta olhando para fora. O tema foi recebido com aclamação pelos críticos musicais, os quais elogiaram a letra da faixa. O vídeo musical acompanhante, dirigido por Nathan Scialom e Tom McNamara, conta a história do conteúdo lírico da canção. Embora não tenha entrado em nenhuma parada musical, foi certificada com platina dupla pela Recording Industry Association of America (RIAA) por obter dois milhões de unidades em território estadunidense. Martinez divulgou o número em apenas dois programas televisivos, fazendo também uma performance dele para o portal do blogueiro Perez Hilton e a incluindo no repertório da Cry Baby Tour.

## Antecedentes e desenvolvimento
Em 2012, Melanie Martinez se integrou a terceira temporada do programa de televisão estadunidense The Voice. Ela estreou cantando "Toxic", de autoria da compatriota Britney Spears, e três dos quatro jurados, o qual um deles era Adam Levine, escolheram Martinez. Ela escolheu Levine para ser seu treinador, pois sentia que "queria fazer parte de uma equipe que a deixará se expressar criativamente e ser ela mesma". No começo de dezembro de 2012, Melanie saiu do programa quando havia apenas seis pessoas concorrendo. Ela comentou com a companhia de mídia Examiner que não iria lançar um álbum após a temporada, mas que iria se inspirar no indie folk e em cantores como Lana Del Rey para criar. Em 2013, Martinez começou a gravar projetos independentes com sua música, e anunciou que ela iria lançar um extended play.
Melanie lançou o single "Dollhouse" oficialmente em 10 de fevereiro de 2014, com gravadora independente e com seu vídeo musical divulgado na madrugada do mesmo dia. Em abril de 2014, anunciou que assinou contrato com a gravadora Atlantic Records e que, com o single, iria divulgar um material em formato de extended play intitulado Dollhouse, com seu lançamento previsto para ocorrer em 20 de maio daquele ano. Mais tarde, a cantora mudou o dia do lançamento para 19. De qualquer forma, o mini-álbum foi lançado em streaming no SoundCloud em 13 de maio de 2014. Este chegou a quarta posição no periódico Billboard Heatseekers Albums, publicado pela Billboard na semana do dia 7 de junho do mesmo ano.
"Dollhouse" foi escrita pela própria Melanie ao lado de Jeremy Dussolliet e Tim Sommers, creditados na produção da faixa como Kinetics & One Love. Estes também trabalharam com a cantora nas faixas "Carousel" e "Dead to Me", do EP Dollhouse. Foi dito por Martinez que a obra "foi a primeira canção que começou tudo isto, como, eu acho, o conceito para o álbum que eu tenho trabalhado e o EP". Ela também descreveu as influências na composição, as quais para ela foram "o tipo de cidade pequena que eu fui criada, e um monte de crianças que tinham famílias confusas".

## Lançamento e divulgação

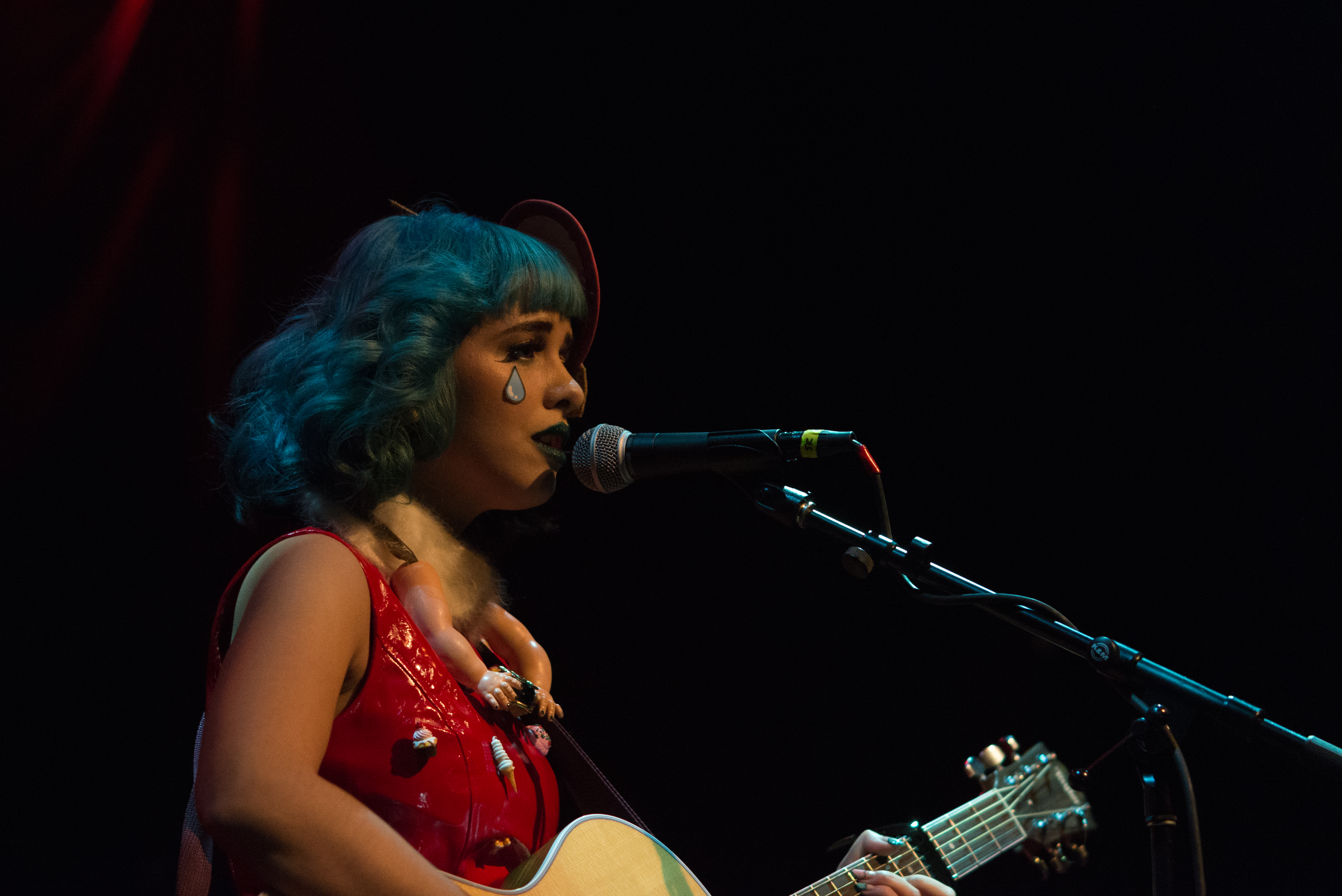
Martinez se apresentando na Dollhouse Tour, onde a música foi incluída no repertório.

Primeiro, "Dollhouse" foi disponibilizada por Martinez de forma independente na loja virtual iTunes Store, em 10 de fevereiro de 2014, juntamente com o seu vídeo musical. Posteriormente, Melanie decidiu contratar uma gravadora para lançar outras três faixas que tinha gravado, que mais tarde se tornaria o EP de mesmo nome. A Atlantic Records tomou conhecimento de Martinez, com a diretora da gravadora, Julie Greenwald, dizendo que "nunca vai esquecer do dia" em que a conheceu. O tema também foi promovido atrás de um EP de remixes lançado em parceria com One Love, Kiely Rich, Jai Wolf e Treasure Fingers.
A música foi incluída no repertório da Cry Baby Tour. Martinez apareceu em somente dois programas televisivos para divulgar a canção, com a primeira aparição sendo no Big Morning Buzz Live em dezembro de 2014, onde ela cantou apenas a canção, e no JBTV Music Television em fevereiro de 2015, onde performou esta e seu single posterior "Carousel". Ela também fez uma performance para o portal do blogueiro Perez Hilton.

## Estrutura musical e letra
"Dollhouse" é uma canção de gênero pop que incorpora elementos do hip hop e do dark pop, e possui duração de três minutos e cinquenta e um segundos (3:51). A cantora foi comparada com a cantora Lorde e Lana Del Rey pela música. De acordo com a partitura publicada pela Alfred Publishing, a obra foi escrita na chave de dó menor, e tem um metrônomo de 65 batidas por minuto. A canção fala de uma menina que tem uma família que é dita como perfeita olhando pela aparência, embora tenha problemas em casa e eles tentem esconder. A música posteriormente entrou na lista de faixas do disco de estreia da cantora, no qual se encaixou em seu conceito, que é a vida da personagem Cry Baby; ela foi descrita por Martinez como "vulnerável, insegura e muito emocional no início da história", sendo que "Dollhouse" é a segunda faixa do projeto.

## Recepção crítica
| Críticas profissionais | Críticas profissionais |
| Avaliações da crítica  | Avaliações da crítica  |
| Fonte                  | Avaliação              |
| ---------------------- | ---------------------- |
| Outlet Magazine        | 10/10                  |

"Dollhouse" recebeu aclamação crítica por meio dos revisores. Audrey Niksic, do site Youth Are Awesome, escreveu que "é a minha canção favorita no álbum, porque ela fala a verdade triste e assustadora que, mesmo as famílias mais perfeitas tem problemas de portas fechadas. Com letras como "Todos pensam que nós somos perfeitos / Por favor, não deixe que olhem através das cortinas", é fácil ver por que ela foi com um tema de casa de bonecas. Ela parece adorável em sua composição da boneca e o vídeo musical é tão assustador e poderoso como a canção!". Um revisor do Yak Max comentou que "com "Dollhouse", Martinez não só permanece fiel a quem ela é como artista, mas também mostra como longe ela chegou como compositora desde suas aparições no The Voice". A escritora do Newsday, Glenn Gamboa, também elogiou o single, comentando que "agora que ela foi capaz de concentrar-se em tempo integral em seus esforços artísticos, Martinez diz que está pronta para oferecer sua música pessoal para o mundo. "Dollhouse" é uma afirmação ousada".
A canção recebeu mais críticas quando seu primeiro disco, Cry Baby, foi lançado. No portal Outlet Magazine, o qual Thomas Kraus deu sua opinião sobre cada música do álbum e sua nota, Thomas avaliou a obra com uma nota 10, dizendo que "não é uma coisa que acho errada aqui. O lirismo está no ponto, descrevendo a vida familiar de Cry Baby, e como apesar de todas as pessoas acharem que eles são uma família perfeita, eles estão muito ferrados. A produção está assombrada, se encaixando com a história da maneira mais precisa, perfeita". Brent M Faulkner, do Starpulse.com, também deu uma revisão positiva da canção, opinando que "em última análise, "Dollhouse" joga-se o velho ditado 'você nunca sabe o que se passa por trás de portas fechadas'. Uma vez que uma casa de bonecas é associado com uma brincadeira de criança, Martinez está sugerindo como colocar uma fachada em oposição a revelação da verdade".

## Vídeo musical

Cena na qual Martinez é vista "cortando" um coelho vivo conforme a frase "Não deixe que eles vejam o que acontece na cozinha" é ouvida. No vídeo do single "Sippy Cup", é revelado o que se passa na cozinha, que é a mãe da protagonista matando seu pai e a amante dele.

O vídeo musical acompanhante para "Dollhouse" foi dirigido por Nathan Scialom e Tom McNamara, com os mesmos ficando encarregados da produção. A obra estreou oficialmente no dia 10 de fevereiro de 2014, através do canal oficial de Martinez no YouTube, tendo a contagem de mais de 132 milhões de visualizações em julho de 2017.
Com duração superior a quatro minutos, a obra começa com uma menina brincando com uma casa de bonecas, e retrata a vida de uma família de bonecos, onde o conteúdo lírico da canção é incorporado, como o do pai da protagonista trair sua mãe, e seu irmão fumar maconha. No vídeo musical, a artista também é vista "cortando" um coelho vivo e cantando a frase "Não deixe que eles vejam o que acontece na cozinha", o qual no vídeo do também single de Melanie, "Sippy Cup", se descobre o que realmente acontece na cozinha. Perto do final, a menina entra na casa e vira uma boneca, e a família se reúne em volta dela. Todas essas cenas são intercaladas com as de Martinez cantando. A trama finaliza com a menina voltando para a vida real, e com foco somente em Melanie. A artista explicou por que o vídeo saiu como "assustador", dizendo:
| “ | "Eu acho que é apenas uma espécie de como eu ajo naturalmente com algumas das minhas canções. Na minha cabeça, eu não estou pensando que estou sendo 'assustadora'. Eu estou simplesmente agindo como uma boneca como eu queria que fosse retratado. Se ele saiu como assustador, isso é legal. Essa foi também a vibe". | ” |

## Faixas e formatos
"Dollhouse" foi lançada por meio de download digital, apenas na loja iTunes Store. Em julho de 2014, foi relançada em um EP de remixes, contendo quatro faixas.
| Download digital |             |         |  |
| N.º              | Título      | Duração |  |
| 1.               | "Dollhouse" | 3:51    |  |

| EP de remixes digital |                                                |         |  |
| N.º                   | Título                                         | Duração |  |
| 1.                    | "Dollhouse" (Kiely Rich Remix)                 | 6:20    |  |
| 2.                    | "Dollhouse" (One Love Remix)                   | 4:27    |  |
| 3.                    | "Dollhouse" (Jai Wolf Remix)                   | 4:08    |  |
| 4.                    | "Dollhouse" (Treasure Fingers H.O.U.S.E Remix) | 4:46    |  |

## Créditos
Créditos e profissionais envolvidos na elaboração de "Dollhouse" adaptados do encarte de Cry Baby.
Publicação
- Publicada pelas empresas seguintes empresas: Gap City Music, Warner-Tamerlane Publishing Corp. (BMI), Tim Sommers Music, WB Music Corp. (ASCAP) e J. Dussolliet Music

Produção
- Melanie Martinez – vocais, composição
- Kinetics & One Love – composição, produção, engenheiro de som

## Certificações
| Região                                                          | Certificação | Vendas     |
| --------------------------------------------------------------- | ------------ | ---------- |
| Canadá (Music Canada)                                           | Platina      | 80 000‡    |
| Estados Unidos (RIAA)                                           | 2× Platina   | 2 000 000‡ |
| Polônia (ZPAV)                                                  | Ouro         | 25 000‡    |
| Reino Unido (BPI)                                               | Prata        | 200 000‡   |
| ‡ Vendas+valores de streaming baseados somente na certificação. |              |            |

## Histórico de lançamento
"Dollhouse" foi inicialmente distribuída como single em 10 de fevereiro de 2014 apenas nos Estados Unidos de forma independente. Em 24 de julho de 2014, foi relançada em um EP de remixes pela gravadora Atlantic — o qual também foi disponibilizado no Canadá.
| País           | Data                    | Formato          | Gravadora    |
| -------------- | ----------------------- | ---------------- | ------------ |
| Estados Unidos | 10 de fevereiro de 2014 | Download digital | Independente |
| Estados Unidos | 24 de julho de 2014     | EP de remixes    | Atlantic     |
| Canadá         | 24 de julho de 2014     | EP de remixes    | Atlantic     |